# Maryna Krės
Maryna Pjatroŭna Krės (in bielorusso Марына Пятроўна Крэс?; Minsk, 23 agosto 1980) è un'ex cestista bielorussa.
Alta 192 cm, giocava come centro.

## Carriera
Con la Bielorussia ha disputato i Giochi olimpici di Pechino 2008, i Campionati mondiali del 2010 e cinque edizioni dei Campionati europei (2007, 2009, 2011, 2013, 2017).